# Llau de la Grallera
La Llau de la Grallera és una llau afluent de la Noguera Pallaresa per la dreta. Discorre pels termes municipals de Sant Esteve de la Sarga i de Castell de Mur. Dins d'aquest municipi, té una part del seu curs alt a l'antic terme de Mur i el curs baix i la desembocadura a l'antic terme de Guàrdia de Tremp.

## Naixença i curs
Es forma a uns 1.000 metres d'altitud, just a llevant de l'antic poble de Vilamolera, del terme de Sant Esteve de la Sarga, al límit d'aquest terme amb el de Castell de Mur, en el seu antic terme de Mur, i passa de seguida a llevant de la partida de lo Bassal.
Al llarg del seu recorregut de prop de 5 quilòmetres rep tot de llaus i barrancs sense nom conegut procedents de la Serra d'Estorm i del Solà d'Estorm, fins que, ja cap al final del seu curs, rep per l'esquerra el barranc de Canissera, que baixa del costat de llevant del Cinglo de les Esplugues.

## Desembocadura
Aboca les seves aigües, quan en porta, en el barranc de Moror, molt a prop de la Font dels Mallols, un quilòmetre a ponent -i lleugerament cap al nord- del poble de Cellers.